# Wladimir Nikolajewitsch Temljakow
Wladimir Nikolajewitsch Temljakow (russisch Владимир Николаевич Темляков; internationale Schreibweise Vladimir Nikolaevich Temlyakov; * 1953) ist ein russisch-US-amerikanischer Mathematiker und Hochschullehrer.

## Ausbildung
Temljakow studierte Mathematik am Moskauer Institut für Physik und Technologie (MIPT), wo er 1976 seinen Master machte. Er promovierte 1978 am Steklow-Institut für Mathematik auf dem Gebiet der Näherungsverfahren bei Sergei Alexandrowitsch Teljakowski, einem Schüler von Sergei Borissowitsch Stetschkin, der ebenfalls am Steklow-Institut lehrte. 1981 habilitierte sich Temljakow ebenda.

## Beruf
Von 1978 bis 1986 arbeitete Temljakow als wissenschaftlicher Assistent, Forscher und Associate Professor am MIPT und am Steklow-Institut. Von 1986 bis 1992 war er leitender Wissenschaftler am Steklow-Institut und hielt außerdem als Professor Vorlesungen am MIPT. Seit 1992 ist er assoziiertes Mitglied des Steklow-Institutes.
1992 ging Temjlakow in die USA an die University of Southern California. Dort war er bis 1995 Associate Professor, dann Professor und ab 2007 Distinguished Professor für Mathematik.
Seit 2018 ist er außerdem leitender Wissenschaftler an der Lomonossow-Universität Moskau.

## Forschungsinteressen
Temljakow forscht auf den Gebieten der bilinearen und polynomialen Approximation, der Lerntheorie, des Maschinellen Lernens, der Numerischen Integration, der Diskrepanztheorie der Sparse grids, des Greedy-Algorithmus, der inkohärenten Systeme und des Compressed Sensing im Banachraum. Er beschäftigt sich mit der Anwendung von Näherungsverfahren auf Klassifikationsverfahren und die Regressionsanalyse.
Temljakow hat mehr als 200 Publikationen und einen h-Index von 42.

## Mitgliedschaften, Ämter, Engagement
Temljakow ist Mitglied der Redaktionen verschiedener mathematischer Journale, darunter 
Constructive Approximation, Journal of Approximation Theory und Journal of Fourier Analysis and Applications. Er arbeitet als Gastherausgeber für das Journal Linear Algebra and its Applications bei Artikeln, die Matrix-Funktionen und optimale Näherungslösungen linearer Systeme betreffen. Außerdem schreibt er für mehrere Fachjournale Rezensionen.
Temljakow saß in vielen Ausschüssen und Komitees der Universität von Südkalifornien und organisierte zahlreiche nationale und internationale Konferenzen, Tagungen und Workshops auf dem Gebiet der Näherungsverfahren.

## Preise, Auszeichnungen
Temljakow erhielt für seine Veröffentlichungen zahlreiche Medaillen, Preise und Auszeichnungen in der Sowjetunion vom Steklow-Institut und der Sowjetischen Akademie der Wissenschaften. International werden seine Artikel viel zitiert.
Im Jahr 2021 erhielt Temljakow zusammen mit Tino und Mario Ullrich den internationalen Joseph-F.-Traub-Preis für erreichte Ergebnisse auf dem Gebiet der informationsbasierten Komplexität.
Zu mehreren Kongressen wurde Temjlakow als Vortragender (Invited Speaker) eingeladen, darunter
- 2000: American Mathematical Society, Birmingham
- 2005: Foundations of Computational Mathematics, Santander, Spanien
- 2006: Curves and Surfaces, Avignon, Frankreich
- 2006: Internationaler Mathematikerkongress, Madrid, Spanien[2][4]

## Bücher (Auswahl)
- Multivariate Approximation, Cambridge University Press, 2018, ISBN 9781108689687
- Mit D. Dũng, Tino Ullrich: Hyperbolic Cross Approximation, 2018, Advanced Courses in Mathematics, CRM Barcelona, Birkhäuser/Springer Basel, ISBN 978-3-319-92239-3
- Sparse Approximation with Bases, 2015, Springer, ISBN 978-3-0348-0890-3
- Greedy Approximation, 2012, Cambridge University Press, ISBN 9780511762291
- Approximation of Periodic Functions, Nova Science Publishers, Inc., 1993, ISBN 1560721316
- Approximation of Functions with Bounded Mixed Derivative, Proc. Steklov Inst. Math., 1989, ISBN 978-0821831267 online
- Приближение функций с ограниченной смешанной производной, 1986, Trudy Mat. Inst. Steklov., 178, ed. S. M. Nikol'skii

## Artikel (Auswahl)
- On universal sampling recovery in the uniform norm, 2023 online
- Sampling discretization error of integral norms for function classes with small smoothness, 2022 online
- Greedy approximation, 2008, Acta Numerica, Band 17 online
- Mit D. Donoho and M. Elad: Stable recovery of sparse overcomplete representations in the presence of noise, 2006, IEEE Transactions on Information Theory, Band 52 online
- Nonlinear methods of approximation, 2003, Foundations of Computational Mathematics, Band 3 online
- Weak greedy algorithms, 2000, Advances in Computational Mathematics, Band 12 online

## Online-Vorträge (Auswahl)
- Современная математика и искусственный интеллект, Владимир Темляков, Разговор о науке auf YouTube, 19. Oktober 2022, abgerufen am 3. September 2023.
- Vladimir Temlyakov, Smooth fixed volume discrepancy, dispersion, and related problems auf YouTube, 19. Dezember 2021, abgerufen am 3. September 2023.
- Vladimir Temlyakov, Recovery and discretization auf YouTube, 6. Mai 2021, abgerufen am 3. September 2023.
- Vladimir Temlyakov, Recovery in L_p  norms auf YouTube, 5. Mai 2021, abgerufen am 3. September 2023.
- Vladimir Temlyakov, Sampling discretization and entropy auf YouTube, 21. April 2021, abgerufen am 3. September 2023.
- Vladimir Temlyakov - Sampling discretization of integral norms auf YouTube, 13. Oktober 2020, abgerufen am 3. September 2023.
- ASC programme: interview with organisers Vladimir Temlyakov and Anders Hansen auf YouTube, 1. Juli 2019, abgerufen am 3. September 2023.
- Vladimir Temlyakov, New Developments on the Discrepancy Function and Related Results auf YouTube, 7. Juni 2016, abgerufen am 3. September 2023.